# Marica Kerenčič
Marica Kerenčič (ilegalno ime Jelka), dijakinja mariborske realke, aktivistka in ilegalka, * 1. december 1927, Pesnica pri Mariboru, † april 1945, Spodnje Radvanje pri Mariboru.
Marica Kerenčič je bila najmlajša izmed petih otrok Antona Kerenčiča, predvojnega župana, člana Sokola in gostilničarja v Pesnici pri Mariboru. Na domačijo je pogosto zahajal k stricu Antonu tudi profesor Jože Kerenčič, pisatelj in predvojni komunist ter kasnejši narodni heroj, doma iz Jastrebcev pri Kogu. Ob vdoru okupatorja se je družina že leta 1941 v celoti vključila v narodnoosvobodilno gibanje in njihov dom je kmalu postal eno najpomembnejših središč odpora proti okupatorju v severovzhodni Sloveniji.
Skupaj z bratom Zvonkom in sestro Romano je delala doma v ciklostilni tehniki. Jeseni 1943 je postala kurirka za Gorenjsko. Leta 1944 se je pridružila Lackovemu odredu, kasneje pa so jo poslali na Pohorje in v Ljubno v partijsko šolo. Po vrnitvi v Maribor je bila sekretarka SKOJ in mladine. 16. marca 1945 so jo Nemci aretirali v stanovanju mladinke Tončke Pristnik v Cankarjevi ulici 28 v Mariboru, kjer je prenočila. Okupator jo je še ne osemnajstletno ustrelil kot talko v začetku aprila v Spodnjem Radvanju pri Mariboru.
Za svobodno Slovenijo so poleg Marice svoja življenja iz družine Kerenčič žrtvovali:
- oče Anton Kerenčič – Borut (umrl v Dachau januarja 1945),
- brat Jože Kerenčič – Ivo (padel oktobra 1944 v Kresnicah pri Litiji),
- brat Zvonko Kerenčič – Hotimir (padel leta 1944 v Etni vasi nad Labotom, Ettendorf/Lavamünd, Avstrija),
- bratranec Jože Kerenčič – Janko (ustreljen kot talec v Mariboru, 27. december 1941),
- bratranec Slavko Kerenčič (ustreljen kot talec v Mariboru, 27. december 1941),
- bratranec Franc Kerenčič (umrl februarja 1942 v Auschwitzu),
- teta Uršola Kerenčič (umrla novembra 1942 v Auschwitzu).

Vojno so tako preživeli le Maričina mati, Romana Kerenčič, brat Stanko Kerenčič in sestra Romana/Manica, poročena Kipa. Na njihovo žrtev danes v Pesnici spominjata obeležji na nekdanjem motelu Pesnica (na mestu kjer je nekoč stala Kerenčičeva gostilna) in kulturnem domu.